# Noble patria, tu hermosa bandera
Noble patria, tu hermosa bandera (Nederlands: Nobel thuisland, jouw mooie vlag) is het volkslied van Costa Rica. Het lied is als volkslied aangesteld in 1853, met muziek Manuel María Gutiérrez. De tekst is er door José María Zeledón Brenes bij gemaakt in 1900.

## Spaanse tekst
Noble patria tu hermosa bandera 

Expresión de tu vida nos da:

Bajo el límpido azul de tu cielo

Blanca y pura descansa la paz. 

En la lucha tenaz de fecunda labor

Que enrojece del hombre la faz,

Conquistaron tus hijos, labriegos sencillos,

Eterno prestigio, estima y honor,

eterno prestigio, estima y honor.

¡Salve oh tierra gentil!

¡Salve oh madre de amor!

Cuando alguno pretenda tu gloria manchar,

Verás a tu pueblo, valiente y viril

La tosca herramienta en arma trocar.

¡Salve patria! tu pródigo suelo

Dulce abrigo y sustento nos da;

Bajo el límpido azul de tu cielo

¡Vivan siempre el trabajo y la paz!